# Ahvaz
Ahvaz of wel bekend als Ahvas is een stad in de provincie Khoezistan in Iran. De stad ligt aan de oevers van de rivier Karoen. Het is een belangrijk centrum in het laagland in het zuidwesten van het land. Ahvaz ligt niet ver van Irak. De stad had in 2011 1,1 miljoen inwoners.

## Geboren
- Pejman Montazeri (1983), voetballer
- Parham Rahimzadeh (Nederlandse schrijver)

## Galerij

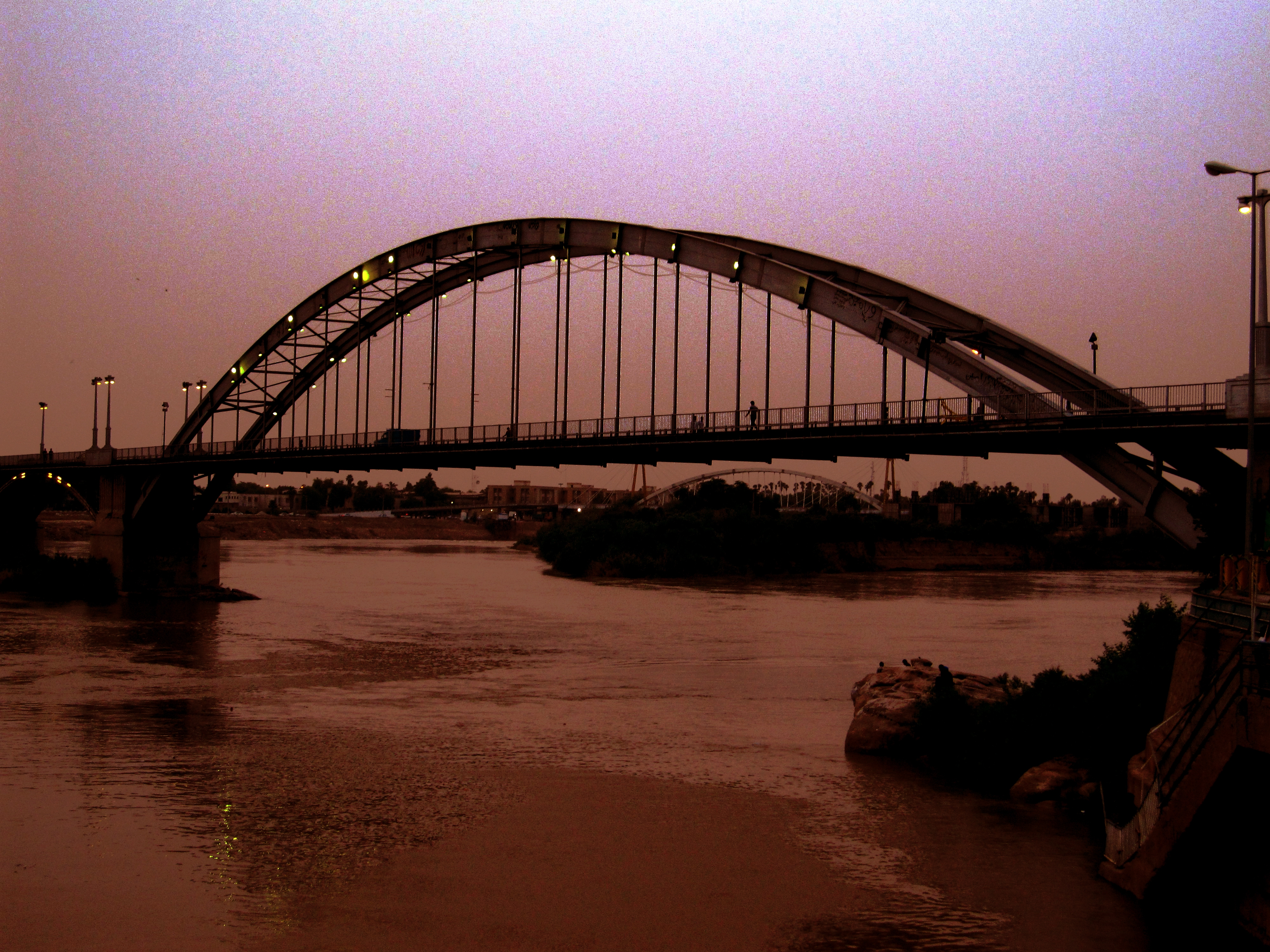
Brug over de Karoen